# Narancshasú fűpapagáj
A narancshasú fűpapagáj (Neophema chrysogaster), korábban aranyhasú papagáj, a madarak osztályának papagájalakúak (Psittaciformes) rendjébe és a szakállaspapagáj-félék (Psittaculidae) családjába tartozó faj.

## Rendszerezés
A fajt John Latham angol orvos, természettudós és író írta le, a Psittacus nembe Psittacus chrysogaster néven.

## Előfordulása
Ausztrália délkeleti területein és Tasmania szigetén honos. Kizárólag a part menti helyeket szereti. Szívesebben él szigeten vagy félszigeten. Szereti a füves területeket és kerüli a nagy kiterjedésű esőerdőket.

## Megjelenése
Testhossza 21 centiméter. Nagyobb, mint egy törpepapagáj. A hím és a tojó tollazata különböző. A hím feje, háta és leginkább a szárnyai fényes fűzöld színűek. Torka és a mellkasa homályossárga színű. Hasán található egy narancssárga folt, szeme felett egy világoskék színű csík és szárnya szélén egy sötétebb kék színű sáv. A tojó tollazata unalmasabb, a kék szín halványabb, és a hasán lévő narancssárga folt kisebb. A hím és a tojó a szemei is sötétbarnák, lábai szürkésbarnák.
|  |  |

## Életmódja
Táplálékát a földön és a kisebb növésű bokrokon keresi, mely magvakból, gyümölcsökből és bogyókból áll.

## Szaporodása
Szaporodási ideje novembertől decemberig tart. Fészkét általában faüregbe készíti. A tojó tisztítja ki és vizsgálja meg az üreget. Fészekalja 4-5 tojásból áll, amit a tojó 23 nap alatt költ ki, és a fiókák mellett van, míg a hím eteti őket. Mikor a fiókák betöltik a 10 napos kort, a tojó is elhagyja napközben a fészket, és segít a hímnek az etetésben. A fiókák a kikelés után 35 napot töltenek a fészekben.

## Élet az emberrel
A történelmi feljegyzések szerint ennek a fajnak nagy volt az állománya, de mára már Ausztrália egyik legritkább madara. Az állománya mintegy 200 egyedet foglal magába. Délnyugat-Tasmániában és más kritikus területeken már védett is. El is indítottak egy fogságban tenyésztési programot, de még sok idő kell hozzá, amíg újra nagy állományú fajnak fog számítani.

## Külső hivatkozások
- Parrotsociety.org.
- Képek az interneten a fajról
- Internet Bird Collection - videó a fajról